# Raionul Dovjansk (pre-2020), Luhansk
Dovjansk (în ucraineană Довжанський район, transliterat: Dovjanskîi raion) este un raion în regiunea Luhansk, Ucraina. Reședința sa este orașul Dovjansk.

## Demografie
Componența lingvistică a raionului Sverdlovsk
     Ucraineană (56,01%)
     Rusă (41,29%)
     Alte limbi (0,25%)
Conform recensământului din 2001, majoritatea populației raionului Sverdlovsk era vorbitoare de ucraineană (56,01%), existând în minoritate și vorbitori de rusă (41,29%).